# Картавенко, Валерий Серафимович
Валерий Серафимович Картавенко (13 июня 1944, станица Привольная, ныне Каневской район, Краснодарский край, РСФСР — 3 января 2012, Щёлково, Московская область, Российская Федерация) — советский и российский военачальник, начальник Государственного лётно-испытательного центра Министерства обороны имени В. П. Чкалова (1996—1999), Заслуженный лётчик-испытатель СССР, генерал-лейтенант в отставке.

## Биография
C 1962 г. — в рядах советской армии,
- 1966 г. — окончил Качинское высшее военное авиационное училище лётчиков,
- 1966—1973 гг. — служил в строевых частях ВВС Прикарпатского Военного округа,
- 1974 г. — окончил Центр подготовки лётчиков-испытателей (первый набор), в 1978 г. — Московский авиационный институт.
- 1974—1999 гг. — лётчик-испытатель ГК НИИ ВВС, службы летных испытаний истребительной авиации (СЛИ ИА),
- 1987 г. — заместитель начальника 3 Управления,
- 1987—1992 гг. — заместитель начальника 1 Управления,
- 1992—1996 гг. — первый заместитель начальника Государственного лётно-испытательного центра Министерства обороны имени В. П. Чкалова (ГЛИЦ). Провёл госиспытания Су-15УМ (1976), МиГ-27, Т-10 (1980—1981). Выполнил ряд испытательных работ на МиГ-21, МиГ-23, МиГ-25, МиГ-29, Су-15, Су-17, Су-24, Су-25, Су-27.
- 1996—1999 гг. — начальник ГЛИЦ. В этот период прошла реорганизация центра, связанная с сокращением личного состава.

С августа 1999 г. — в запасе.
Похоронен на кладбище села Леониха Щёлковского района Московской области.

## Награды и звания
Награждён орденом Красной Звезды (1981), медалями.
Заслуженный лётчик-испытатель СССР  (1986).